# Baculentulus nyinabitabuensis
Baculentulus nyinabitabuensis är en urinsektsart som först beskrevs av Bruno Condé 1961.  Baculentulus nyinabitabuensis ingår i släktet Baculentulus och familjen lönntrevfotingar. Inga underarter finns listade.